# Bezzia edwardsi
Bezzia edwardsi är en tvåvingeart som först beskrevs av Meillon 1938.  Bezzia edwardsi ingår i släktet Bezzia och familjen svidknott.
Artens utbredningsområde är Moçambique. Inga underarter finns listade i Catalogue of Life.